# Walter Rethel
Walter Rethel (Wesel, 1892 – 1977) è stato un progettista, imprenditore e ingegnere aeronautico tedesco.

## Biografia
Walter Rethel fu figlio del Generalmajor prussiano Paul Rethel (1855–1933) e di Mally, nata Finsterbusch.
Rethel iniziò la carriera con l'assunzione presso la Kondor Flugzeugwerke di Gelsenkirchen, azienda aeronautica particolarmente attiva nella produzione su licenza di velivoli militari durante la prima guerra mondiale.
Al termine del conflitto, a causa delle limitazioni imposte alla Germania dal Trattato di Versailles, alla neoistituita Repubblica di Weimar la produzione aeronautica venne impedita. Rethel si vide costretto, nel 1919, a trasferirsi nei Paesi Bassi accettando la proposta dalla Fokker, per la quale progettò il Fokker B.I e, nel 1924, l'aereo di linea Fokker F.VII.
Accettò in seguito la proposta di Heinrich Lübbe, con cui aveva lavorato alla Fokker, per tornare a lavorare in patria presso la Arado Handelsgesellschaft, che Lübbe aveva fondato, affidandogli l'incarico di capo progettista. Rethel iniziò a progettare velivoli che, violando gli accordi di Versailles, erano destinati solo apparentemente all'uso civile, come l'Arado Ar 65, ma in pratica utilizzati nelle scuole di volo per la formazione dei nuovi piloti che dovevano ricostituire la forza aerea nazionale, permettendo così all'Arado di sviluppare un importante vantaggio tecnologico sulla concorrenza. Il modello di maggior successo progettato da Rethel fu l'Arado Ar 66, portato in volo per la prima volta nel 1932, che si attestò su una produzione totale di 10 000 esemplari.
All'Arado lavorò fino al 1936, quando il nuovo regime nazista impose la nazionalizzazione dell'azienda che abbandonò la vecchia forma societaria Handelsgesellschaft per la nuova ragione sociale Arado Flugzeugwerke GmbH. In quell'occasione decise di lasciare l'azienda accettando la proposta della Bayerische Flugzeugwerke, che gli offrì il ruolo di Capo Ingegnere, collaborando con Willy Messerschmitt alla realizzazione dei celebri caccia Messerschmitt Bf 109 e Bf 110. Il suo posto all'Arado venne rilevato da Walter Blume.
Walter Rethel, discendente del pittore Spätromantik Alfred Rethel (1816-1859), fu il padre del pittore ed illustratore Alfred Rethel (1922-2003) e nonno dell'attrice Simone Rethel.